# Gedenkteken Johannes ab Utrecht Dresselhuis
Het gedenkteken Johannes ab Utrecht Dresselhuis is een monument in Wolphaartsdijk in de Nederlandse provincie Zeeland, ter nagedachtenis aan de theoloog Johannes ab Utrecht Dresselhuis (1789-1861).

## Achtergrond
Dr. Johannes ab Utrecht Dresselhuis (Kampen, 30 september 1789 – Middelburg, 23 augustus 1861) was een zoon van de predikant Harm Dresselhuis en Catharina ab Utrecht. Hij studeerde theologie in Utrecht en werd predikant in Hoofdplaat (1810-1819) en Wolphaartsdijk (1819-1858). Hij was daarnaast geruime tijd schoolopziener (1835-1857). Hij ontving meerdere malen letterkundige onderscheidingen. In 1846 werd Dresselhuis benoemd tot ridder in de Orde van de Nederlandse Leeuw en hij ontving in 1852 een eredoctoraat van de Groninger Universiteit. Hij publiceerde onder meer over theologie, oudheidkunde en de geschiedenis van Zeeland. Nadat hij in 1857 door een beroerte werd getroffen, was hij niet meer in staat zijn werk te doen. Dresselhuis overleed in Middelburg en werd begraven in Wolphaartsdijk.
Na zijn overlijden werd een commissie opgericht om te komen tot de oprichting van een gedenkteken. Commissieleden waren Eerste Kamerlid Jan Fransen van de Putte, predikant E. Moll en de geneesheer J. Persant Snoep. Op 27 augustus 1861, de dag van de begrafenis, gaven ze een circulaire uit om een oproep te doen voor bijdragen. De Antwerpse kunstenaar J.J. Rousseau ontwierp een monument dat op 1 november 1862 in Wolphaartsdijk kon worden onthuld. Het monument werd geplaatst op het schoolplein aan de Dorpsstraat (nu Hoofdstraat), tegenover de pastorie waar Dresselhuis had gewoond. Het is sindsdien meerdere malen verplaatst.

## Beschrijving
Het neoclassicistische monument bestaat uit een staande, hardstenen zuil met marmeren plaquettes. Boven op de vierkante zuil is een marmeren sculptuur aangebracht waarin een opgericht kruis en de symbolen van geloof, hoop en liefde zijn verwerkt, omgeven door een krans van immortellen. Tegen het kruis rust een opengeslagen Bijbel met inscriptie "de gedachtenis der regtvaardigen zal in zegening zijn". Aan de voet ligt een kaart van Zeeland, een ridderkruis en twee medailles.
De plaquettes hebben inscripties die oorspronkelijk verguld waren, de plaat aan de voorzijde van het monument vermeldt: 

AAN DR. J. AB UTRECHT DRESSELHUIS DOOR ZYNE VRIENDEN EN VEREERDERS OCT. 1862

## Waardering
Het grafmonument werd in 1997 als rijksmonument in het Monumentenregister opgenomen vanwege de cultuurhistorische waarde.